# 上海大學上海電影學院
上海大學上海電影學院，简称上海電影學院，前身是成立於1990年代的上海大學影視藝術技術學院。2015年，正式改為今制，為上海大學轄下的二級學院，擁有一定自主權。陈凯歌出任改制後的首任院长。改制後的上海電影學院設有影视艺术系、新闻传播系、影视工程系、广告学系4个系和电视制作部及影视实验中心。學院可以頒發学士、硕士、博士學位，學院還設有博士后流动站。

## 外部連結
- 上海大學上海電影學院 （页面存档备份，存于）